# CCGS Alexander Henry
CCGS Alexander Henry je nedelujoč ledolomilec.
Poimenovan je po britanskem raziskovalcu Alexanderu Henryu. Začel je delovati leta 1958, nehal pa 1984.